# Clase Unryū
La Clase Unryū (雲龍 級Clase Unryū?), dragón que sobrevuela las nubes) fue una clase de portaaviones japoneses de la Segunda Guerra Mundial. Fueron diseñados basándose en la Clase Sōryū, siendo su cometido atacar convoyes de los Estados Unidos, pero ninguno de los tres que entraron en servicio llegaron a ser operativos como portaaviones por no contar con un grupo aéreo propio sino que se limitaron a realizar cortas misiones de transporte y entrenamiento. 
La planta motriz diseñada para un crucero pensada inicialmente para ser instalada en toda la clase, dos miembros de la misma, el Katsuragi y el Aso, fueron equipados con la planta propulsora de un destructor, reduciendo su potencia y por tanto su velocidad. 
Otros tres de los miembros de la clase estaban inconclusos al final de la guerra, y de los restantes once planeados ni siquiera se inició su construcción. Tanto estos cascos como los portaaviones supervivientes fueron desguazados tras el fin de las hostilidades.

## Unidades de la clase
- Unryū
- Amagi
- Katsuragi
- Kasagi
- Aso
- Ikoma
- Casco número 800
- Casco número 5002
- Casco número 5005
- Casco número 5008
- Casco número 5009
- Casco número 5010
- Casco número 5011
- Casco número 5012
- Casco número 5013
- Casco número 5014
- Casco número 5015